# Jakob Belka
Jakob Belka (* 23. Februar 1983) ist ein deutscher Poolbillardspieler.

## Karriere
Bei der Jugend-Europameisterschaft gewann Jakob Belka 2001 Bronze im 9-Ball der Junioren.
Nachdem er bei den IBC Tour Munich Open 2002 auf den 33. Platz gekommen war, wurde Belka bei den Deutschen Meisterschaften 2002 und 2003 jeweils Fünfter im 8-Ball. 2004 wurde er lediglich Neunter.
Im selben Jahr gewann Belka mit Bronze bei den Denmark Open 2004 seine erste Euro-Tour-Medaille. Bei der 9-Ball-Weltmeisterschaft 2005 belegte Belka den 65. Platz.
Im Mai 2008 erreichte Belka das Achtelfinale der German Open.
Im August 2009 gelangte er ins Halbfinale der Austrian Open 2009, unterlag dort aber dem späteren Turniersieger Marcus Chamat. Im Oktober schied er im Viertelfinale der Portugal Open gegen Roman Hybler aus. Bei der 9-Ball-WM 2010 kam Belka auf den 65. Platz.
2012 erreichte er das Finale der Stuttgart Open, verlor dieses jedoch gegen den Rekordsieger Christian Reimering mit 4:9.
Im Mai 2014 wurde Belka beim Deurne City Classic Siebzehnter im 9-Ball.
Nachdem Belka bereits mit dem BSV Pfullingen in der 1. Bundesliga gespielt hatte, wurde er in der Saison 2008/09 mit dem BC Sindelfingen Deutscher Meister.
2010 wechselte er zum BV Fortuna Straubing, mit dem er in der Saison 2010/11 in die 2. Bundesliga abstieg. Nachdem er 2013 mit der Fortuna in die erste Liga zurückgekehrt war, spielte er noch eine Saison in Straubing, bevor er 2014 zum Oberligisten BC Ludwigsburg wechselte, mit dem er 2015 in die Regionalliga aufstieg.